# Canthon delpontei
Canthon delpontei är en skalbaggsart som beskrevs av Martinez och Halffter 1972. Canthon delpontei ingår i släktet Canthon och familjen bladhorningar. Inga underarter finns listade.